# Marco Ruiz
Marco Antonio Ruiz Torres (Lima, 26 de septiembre de 1979) es un exfutbolista peruano. Jugaba de mediocampista defensivo y tiene 45 años.

## Trayectoria
Empezó con un breve paso por el futbol amateúr jugando por equipos como Guardia Republicana, Sport Agustino y Sporting Cristal "B".
Para el año 2001 llega a Sport Coopsol, debutando profesionalmente el 17 de marzo de 2001 en el Estadio Monumental frente a Universitario donde lograron un empate a cero.
Ese mismo año a llega Deportivo Wanka hasta el 2002 donde logra salvarse de descenso.
El 2003 llega a Coronel Bolognesi entonces dirigido por Jorge Sampaoli tras sus buenas actuaciones con el club llega a Universitario el 2005, al mando del D.T. argentino José Basualdo jugo el Descentralizado 2005 donde lograría sacar un cupo a la Copa Libertadores 2006 que posteriormente quedaría eliminado,
El 2008 llega al Sport Boys club donde jugaría 12 partidos, tras su poca continuidad llega ese mismo año a Sport Áncash que particaría en la Copa Sudamericana 2008, que avanzaría hasta octavos de final y siendo eliminado por Palmeiras.
Llega a Total Chalaco el 2009 donde cumpliría una regular campaña, luego Inti Gas el 2010 donde sería pieza clave del equipo, el 2011 llega a Unión Comercio que había ascendido ese mismo año por medio de la Copa Perú sin embargo no tuvo una buena participación, el 2012 llega a José Gálvez donde fue indiscutuble incluso fue campeón de la Copa Federación, sin embargo se fue opacado después de que el club descendiera la temporada siguiente descendiera.
En el 2014 fue subcampeón de la Segunda División Peruana con el Deportivo Coopsol tras su buena actuación ficharía por el Sport Victoria donde su edad comenzaría a resaltar físicamente, tras una regular campaña llega a Unión Tarapoto recientemente invitado a la Segunda División (Perú) 2016, pero este quedaría excluido luego de la fecha 13, dejando al futbolista sin equipo. Para la segunda vuelta de ese mismo año llega a Unión Huaral jugando 6 partidos con el club.
Tras varios años de inactividad incluso llegando a dar por retirado llega el 2019 al club Sport Victoria.

## Clubes
| Club                      | País | Año       |
| ------------------------- | ---- | --------- |
| Guardia Republicana       | Perú | 1997      |
| Sport Agustino            | Perú | 1998      |
| Sporting Cristal "B"      | Perú | 1999-2000 |
| Coopsol Trujillo          | Perú | 2001      |
| Deportivo Wanka           | Perú | 2001-2002 |
| Coronel Bolognesi         | Perú | 2003-2005 |
| Universitario de Deportes | Perú | 2005-2007 |
| Sport Boys                | Perú | 2008      |
| Sport Áncash              | Perú | 2008      |
| Total Chalaco             | Perú | 2009      |
| Inti Gas                  | Perú | 2010      |
| Unión Comercio            | Perú | 2011      |
| José Gálvez               | Perú | 2012-2013 |
| Deportivo Coopsol         | Perú | 2014      |
| Sport Victoria            | Perú | 2015      |
| Unión Tarapoto            | Perú | 2016      |
| Unión Huaral              | Perú | 2016      |
| Sport Victoria            | Perú | 2019      |

## Palmarés

### Campeonatos nacionales
| Título          | Club        | País | Año  |
| --------------- | ----------- | ---- | ---- |
| Copa Federación | José Gálvez | Perú | 2012 |